# Église de la Nativité-de-Notre-Dame de Beaumarchés
L'église de la Nativité-de-Notre-Dame de Beaumarchés est une église catholique située à Beaumarchés, dans le département français du Gers en France.

## Présentation
L'église est un édifice de style gothique datant du XIVe siècle. Elle est de plan toulousain avec une nef unique et un chœur polygonal. Son massif clocher-porche rappelle celui de la collégiale de Villefranche-de-Rouergue. A remarquer la frise de figures grimaçantes.
L'église (à l'exception de la sacristie) est inscrite à l'inventaire des monuments historiques depuis 1926.
Quelques objets sont référencés dans la base Palissy (voir les notices liées).

### Intérieur

#### Chœur
Le maître autel est fait avec des blocs de pierre taillé.
Sur les trois vitraux de l'abside sont représentées les principales scènes de la vie de la Vierge Marie :
- Sur la gauche, l'adoration des mages, avec sur le bas, l'Immaculée Conception ;
- Au centre, l'Annonciation, avec en bas, Marie et ses parents, sainte Anne et saint Joachim ;
- Sur la droite, l'Assomption de Marie, avec en bas, (?).

## Galerie

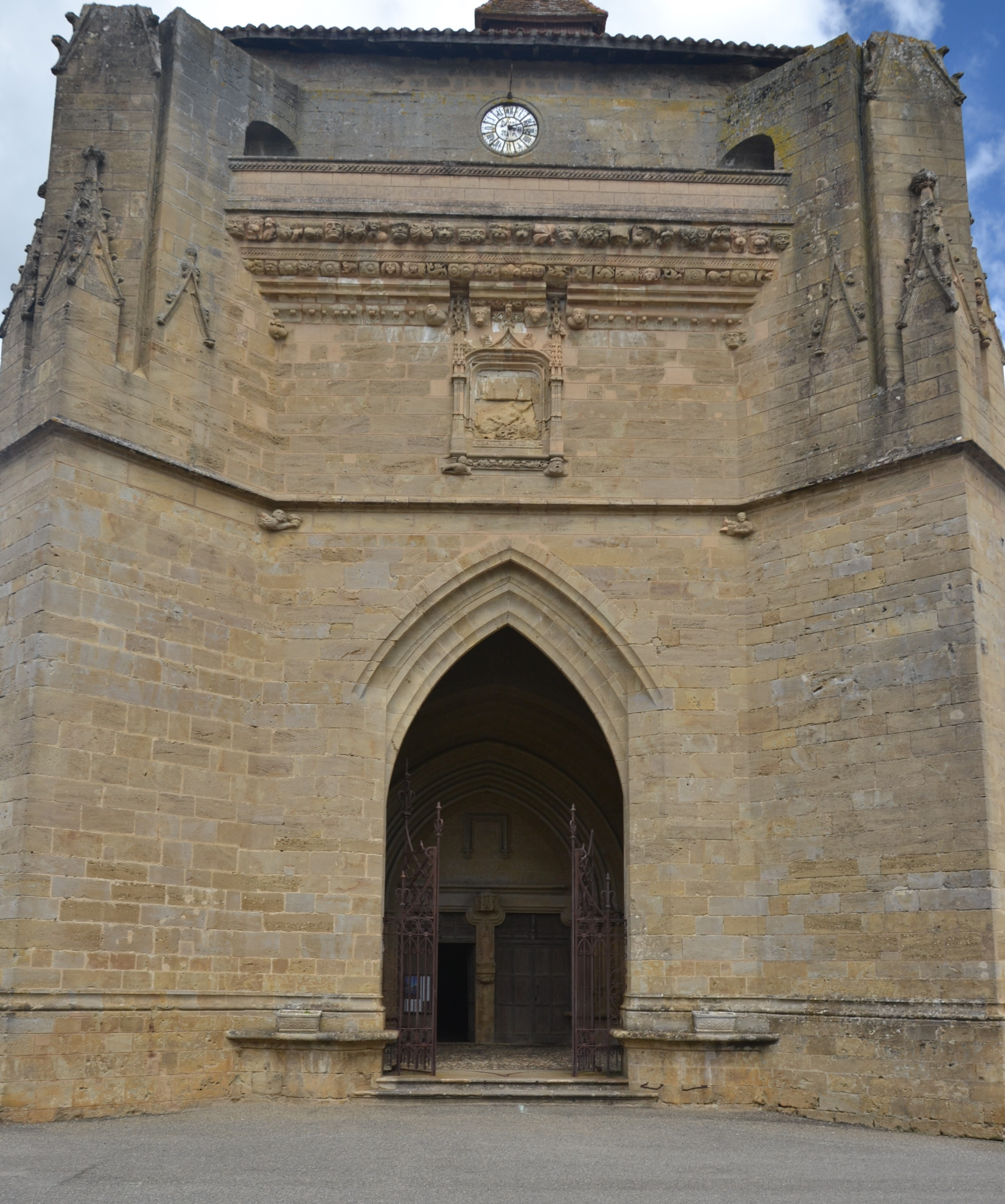
La façade.
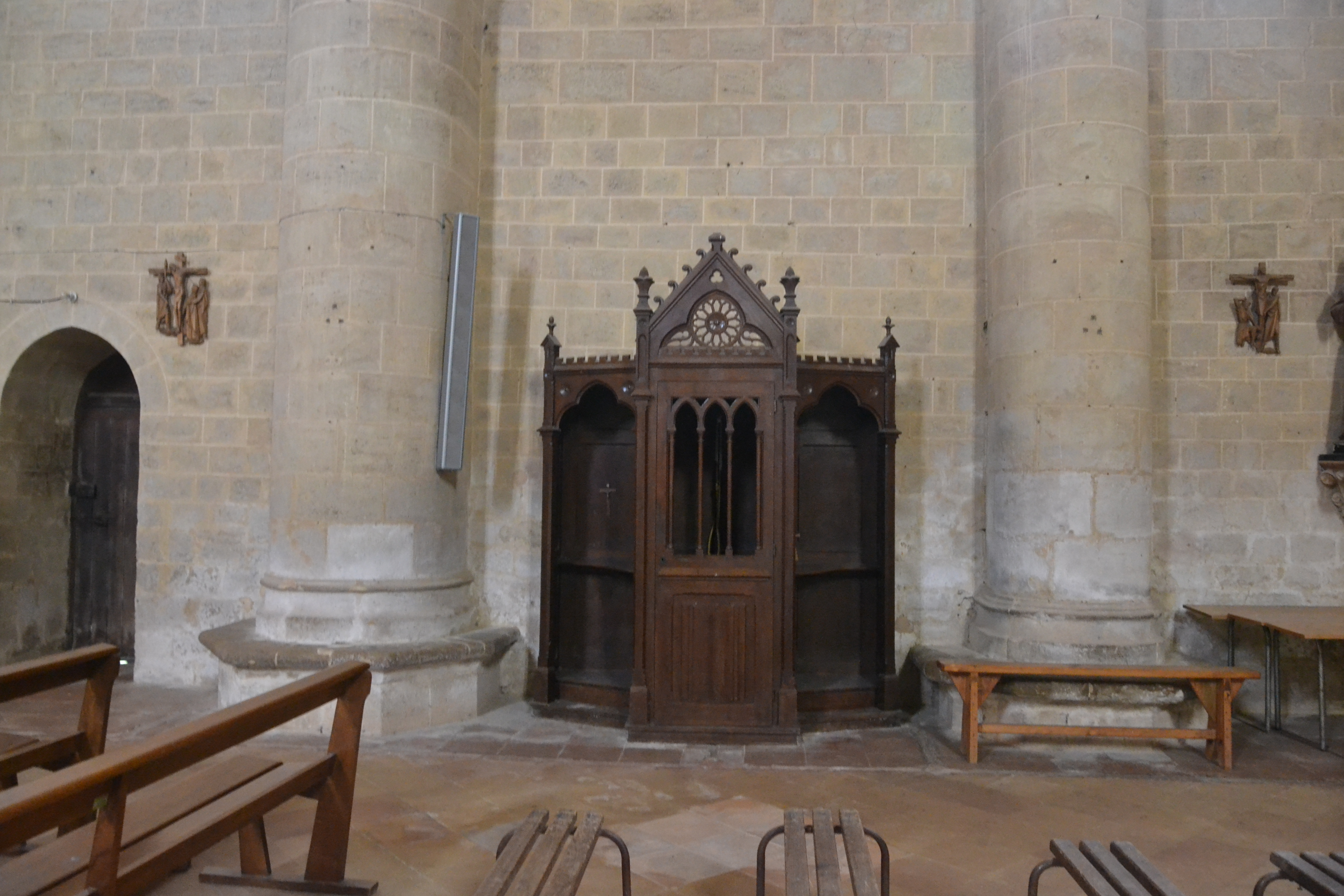
Le confessionnal.
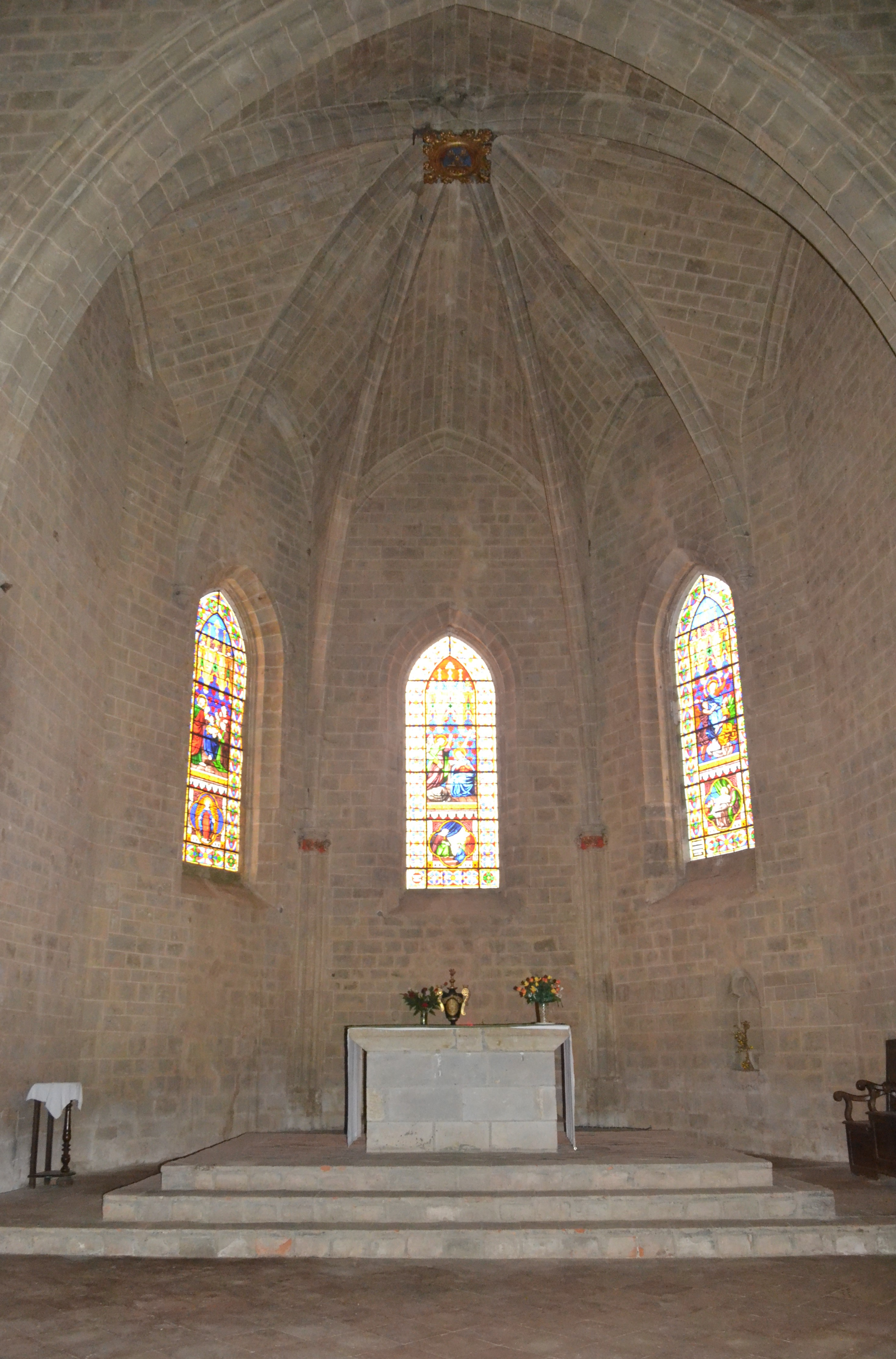
Le chœur.